# Лазар Копринаров
Лазар Копринаров е български философ и дипломат. Бил е посланик във Венецуела от 2001 до 2006 г.

## Биография
Завършва Софийския държавен университет със специалност философия, а след това - Московския държавен университет със специалност философия и специализация по естетика. Темата на дисертационния му труд е „Културата срещу крушението. Идеите на Ортега-и-Гасет за културата“.
Областите на научните му интереси са социална философия, естетика, европейски изследвания и международните отношения.
Доцент по социална философия и естетика в Югозападния университет „Неофит Рилски“ в Благоевград, ръководител на катедрата по „Философски и политически науки“ на Философския факултет.